# Bråkar och Johanna
Bråkar och Johanna var SR:s julkalender 1996. Manus och musik skrevs av Geir Lystrup.

## Handling
Johanna (Lisa Wedin) är ute i skogen med sin morfar (Harry Nyman) för att samla granris och hugga ner en gran till jul, då Johanna ramlar ner i ett björnide och väcker björnen som ligger och sover. Bråkar, som björnen heter kan inte somna om och stiger upp ur sitt ide och då Johanna upptäcker att björnen kan prata blir de vänner. Bråkar följer Johanna till gården, och efter att ha övertygat sin mamma (Anna Azcárate) och pappa (Göran Forsmark) att Bråkar är snäll får han stanna. Byns så kallade "skvallerkärring" Mina-Stina (Hanna Engdahl) har redan hört om björnen, och snart utbryter allmän kalabalik. Polis Pettersson kommer med gevär och skjuter. Är Bråkar död? Johanna är tröstlös. Björnen följer med Johanna hem, och det blir en jul som Johanna och hennes familj aldrig kommer att glömma.

## Medverkande
Regi och produktion: Ingela Lekfalk, tekniker: Hans Westerberg.
Skådespelare: Staffan Göthe, Sara Arnia, Hasse Alatalo, Göran Forsmark, Lisa Wedin, Petra Brylander med flera.

## Papperskalender

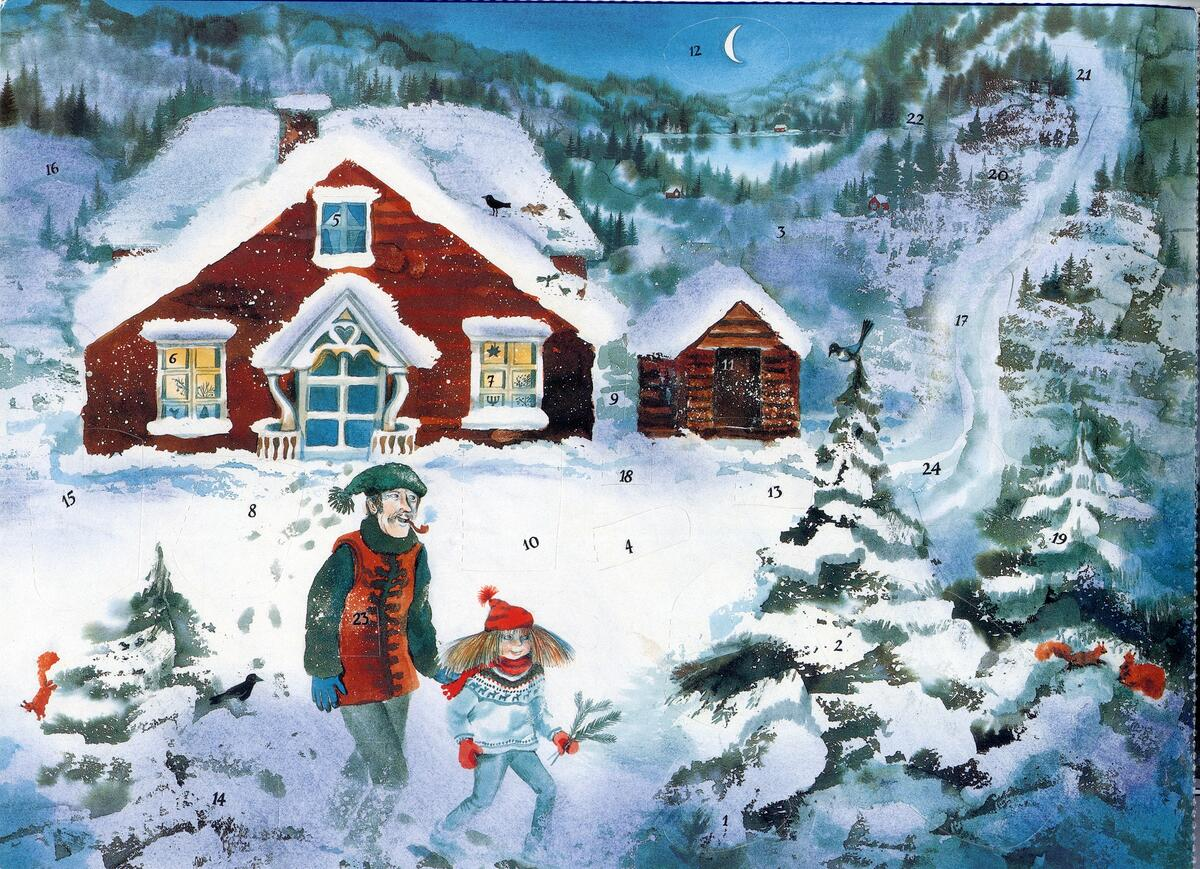
Papperskalendern

Papperskalendern ritades av Malgorzata Piotrowska och visar Johanna som går i skogen med sin morfar, förbi en stuga.

### Fotnoter
1. ↑  ”Svensk mediedatabas”. http://smdb.kb.se/catalog/search?q=%22Br%C3%A5kar+och+Johanna%22+typ%3Aradio&sort=OLDEST. Läst 5 april 2011.
2. ↑  ”1996, Bråkar och Johanna”. Sveriges Radio. http://sverigesradio.se/barn/julkalendrar/1996.stm. Läst 30 augusti 2015.
3. ↑  ”Julkalendrar”. Arkiverad från originalet den 25 maj 2012. http://archive.today/2012.05.25-152235/http://helgo.net/emma/julkalendrar.php?y=1996&t=radio. Läst 2 april 2011.